# Liste des prieurés et celles grandmontaines
Pour un article plus général, voir Ordre de Grandmont.
La liste des prieurés et celles grandmontaines recense les maisons de l'ordre de Grandmont, ordre monastique fondé vers 1076 en Limousin et dissous en 1772.
À la fin du XIIIe siècle, l'ordre de Grandmont était organisé en France en 9 provinces (dites "nations" ou "visitations") totalisant, avec les 2 maisons espagnoles (11 clercs) et les 3 maisons anglaises (24 clercs), 149 maisons et 882 clercs. Les provinces ne correspondent pas exactement aux régions géographiques éponymes, mais se touchent presque toutes (sauf celles de Normandie et France) vers le chef d'ordre de Grandmont autour duquel elles sont disposées.
- Nation de France : 15 maisons ou celles avec 87 clercs ;
- Nation de Normandie : 15 maisons avec 92 clercs ;
- Nation d’Anjou : 16 maisons et 2 léproseries avec 100 clercs ;
- Nation de Poitou : 20 maisons avec 99 clercs ;
- Nation de Saintonge : 16 maisons avec 98 clercs ;
- Nation de Gascogne : 16 maisons avec 92 clercs ;
- Nation de Provence : 13 maisons avec 66 clercs ;
- Nation d’Auvergne : 15 maisons avec 68 clercs ;
- Nation de Bourgogne : 18 maisons avec 105 clercs ;
- Chef d’ordre à Grandmont avec 40 clercs.

L'organisation en prieurés et celles (dépendances) présentée dans les sections qui suivent est basée celle de la bulle papale Exigente debito du 15 décembre 1317 réorganisant l'ordre autour de l'abbaye et de 39 prieurés où résidaient les grandmontains, et complétée des évolutions postérieures. Les numéros de chaque maison (indications "GEREG n°") sont ceux attribués par le GEREG (Groupe d'études et de recherches sur les Grandmontains) fondé par Gilles Bresson. En fonction de l'intérêt grandmontain des vestiges et de leur mise en valeur, les notations en étoiles (de  à ) sont celles du site internet de Michel Fougerat, cofondateur des Cahiers Grandmontains du GEREG (l'abbaye de Grandmont n'est pas notée).

## Abbaye et chef d'ordre
- Abbaye de Grandmont (Grandismons, Grandimontum), à Saint-Sylvestre (Haute-Vienne) dans le diocèse de Limoges,  Inscrit MH (2015, 2017). Fondée en 1125, église dédicacée le 4 septembre 1166[4], elle a plus de 40 religieux en 1295 (hors prêtres, novices et infirmes), 60 en 1317, 35 au XVe siècle, 30 au XVIe siècle et 10 en 1772. La visite des vestiges (ruines) est ouverte au public[5].
  - Celle Notre-Dame et Saint-Marc de Balesis dite "prieuré des Gondauds" (ou Balezis, Balazy, Balaz, Balais, de Balesis, de Balazis, GEREG no 133, ) de la Nation de Provence, à Isle (Haute-Vienne) dans le diocèse de Limoges. Fondée à la fin du XIIe siècle, la chapelle est bâtie en 1227. Elle n'est pas mentionnée dans le dénombrement de 1295, ni en 1317, sans-doute déjà unie au chef d'ordre.[6],[7],[8]
  - Celle de Boisvert (ou Boisverd, de Bosco Viridi, GEREG no 134, ) de la Nation d'Auvergne, à Bujaleuf (Haute-Vienne) dans le diocèse de Limoges. Fondée selon les sources vers 1080-1124, ou en 1202, elle a 4 religieux en 1295.[9],[10]
  - Celle des Bronzeaux (de Brondellis, GEREG no 136, ) de la Nation d'Anjou, à Saint-Léger-Magnazeix (Haute-Vienne) dans le diocèse de Limoges,  Classé MH (1999). Fondée vers 1172, elle a 5 religieux en 1295. Elle est ouverte au public[11],[12].
  - Celle Saint-Marc de l'Escluse (de Esclusa, GEREG no 141, ) de la Nation d'Auvergne, à Saint-Laurent-les-Églises (Haute-Vienne) dans le diocèse de Limoges. Elle existait en 1189, et a 3 religieux en 1295[13].
  - Celle d'Epaigne (de Hispania, GEREG no 142, ) de la Nation d'Auvergne, à Sauviat-sur-Vige (Haute-Vienne) dans le diocèse de Limoges. Fondée en 1221, elle a 3 religieux en 1295[14],[13].
  - Celle Notre-Dame et Saint-Pardoux d'Etricor (ou Entricort, de Stricto Cornu, GEREG no 7, ) de la Nation de Poitou, à Étagnac (Charente) dans l'ancien diocèse de Limoges,  Inscrit MH (1987). Fondée en 1148, elle a 5 religieux en 1295[15],[13].
  - Celle de La Forêt-de-Montsuclat (ou Bonneval-Monstusclat, de Bona-Valle, de Foresta, Bonae-Vallis de Monteusto, de Foresta de Monteusto, GEREG no 26, ) de la Nation d'Auvergne, à Soudeilles (Corrèze) dans le diocèse de Limoges puis de Tulle. Elle a 4 religieux en 1295.[16]
  - Celle Notre-Dame de La Garde (ou La-Garde-en-Avert, de Garda, de Guarda, GEREG no 15, ) de la Nation de Saintonge, à La Tremblade (Charente-Maritime) dans le diocèse de Saintes puis de La Rochelle. Elle a 5 religieux en 1193, et 5 en 1295[16],[17].
  - Celle Sainte-Marguerite de Montmorillon (ou le Petit Grandmont, Beata Margarita Montis Maurilii, GEREG no 129, ) de la Nation de Poitou, à Montmorillon (Vienne) dans le diocèse de Poitiers. Elle n'est pas présente dans les écrits (annales, dénombrement de 1295 et bulle de 1317), mais il existe 20-25 actes la concernant dans les archives départementales de la Haute-Vienne entre 1250 et 1273. Appelée pressoir (torcular) du fait de son activité uniquement viticole et plus monastique, elle est unie au chef d'ordre avant 1295.[18],[19]
  - Celle de Muret (de Mureto, GEREG no 143, ) de la Nation de Provence, à Ambazac (Haute-Vienne) dans le diocèse de Limoges. Ermitage originel de l'ordre, fondé par Étienne de Muret vers 1076, son oratoire est consacré en 1114. Abandonné pour fonder Grandmont après sa mort en 1125, une celle y est peut-être reconstruite au XIIIe siècle[20],[10].
  - Celle Notre-Dame et Saint-Georges de Rousset (de Rosseto, GEREG no 144, ) de la Nation de Poitou, près de Vaulry (Haute-Vienne) dans le diocèse de Limoges. Elle existait en 1224 et a 5 religieux en 1295.[21],[22]
  - Celle Notre-Dame et Saint-Marc de Bonneval de Serre (ou La Serre de Bonneval, de Bona Valle, de Serra, GEREG no 135, ) de la Nation d'Auvergne, à Sussac (Haute-Vienne) dans le diocèse de Limoges. Elle pourrait avoir été fondée en 1157, et a 3 religieux en 1295[23],[24].
  - Celle de Trezen (ou Trezin, de Trezis, GEREG no 146, ) de la Nation d'Auvergne, aux Billanges (Haute-Vienne) dans le diocèse de Limoges. Fondée en 1205 par Aimery VI de Rochechouart et son épouse, elle a 4 religieux en 1295[25],[14]. Elle est transformée en grange à la Révolution, et détruite en 1905.
  - Les celles d'Angleterre et de Navarre (voir section dédiée)
  - La grange de Coudier (), à Ambazac (Haute-Vienne),  Inscrit MH (1980)[26]. Grange dîmière.

### Maisons en Angleterre et Espagne
Ces maisons sont unies au chef d'ordre en 1317.
- Celles d'Angleterre, qui gardent des communautés religieuses jusqu'en 1534 où Henri VIII proscrit les ordres religieux :
  - Celle d'Alberbury (en) (ou Albebury, Albisburry, de Albis Burry, GEREG no 154, ) de la Nation de Normandie, à Alberbury (en) (Shropshire) dans l'ancien diocèse de Hereford. Elle a 6 religieux en 1295[27],[28],[29].
  - Celle de Creswale (en) (ou Crasswall, Crasswelle, Creschoala, de Crassa Valle, GEREG no 153, ) de la Nation de Normandie, à Craswall (Herefordshire) dans le diocèse de Saint David's. Fondée vers 1220 ou 1225, elle a 9 religieux en 1295, et 14 religieux quelques années plus tôt[27].
  - Celle de Grosmont (ou Escadale, Eskdale, Escadale, de Escaldala, de Eskaldalke, GEREG no 155, ) de la Nation de Normandie, à Grosmont (Yorkshire du Nord) dans le diocèse d'York. Elle a 9 religieux en 1295[30],[27].

- Celles de Navarre (Espagne) :
  - Celle Saint-Martial de Tudèle (ou San Marzal, San Marsal, de Santo Martiale, de Tutella, GEREG no 157, ), à Tudela (Navarre) dans le diocèse de Tarazona. Fondé en 1269 par le roi Thibaut, il a 9 religieux en 1295[31],[32].
  - Celle de Stella (es) (ou Santa María Jus del Castillo d’Estella, de Stella, GEREG no 156, ), à Estella (Navarre) dans le diocèse de Pampelune. Elle a 2 religieux en 1295[31],[32].

## Prieurés de laNation de France

### Prieuré de 18 religieux en 1317
- Prieuré puis abbaye de Macheret (de Machereto, GEREG no 83, ) de la Nation de France, à Saint-Just-Sauvage (Marne) dans l'ancien diocèse de Troyes. Fondé en 1168 par Guillaume Ier de Dampierre et Hugues III de Plancy, il a 8 religieux en 1295, 18 en 1317. Un collège y est fondé en 1581 par 2 grandmontains et dura 23 ans. Il est érigé en abbaye en 1650. C'est un des seuls 8 prieurés membres de l'Etroite observance, qu'il rejoint en 1687. Il restait 5 religieux lors de la suppression de l'ordre[33],[34].
  - Celle Saint-Eutrope d'Arvy-les-Bons-Hommes (ou l'Isle-Aumont, de Arvico, de Insula, GEREG no 3, ) de la Nation de France, dans le bois d'Arvy à Cormost (Aube) dans le diocèse de Troyes. Fondé avant 1180 par Henri Ier comte de Champagne, il avait 6 religieux en 1295. Il n'en reste plus qu'une fontaine[33],[35].
  - Celle de Châteauvillain (de Castro Villano, GEREG no 84, ) de la Nation de France, à Châteauvillain (Haute-Marne) dans le diocèse de Langres. Fondée avant 1194 par Hugues de Châteauvillain, elle a 4 religieux en 1295[33].,[36]
  - Celle Saint-Fiacre de Mathons (dite "prieuré des Bonshommes", de Mastone, de Mascone, GEREG no 85, ) de la Nation de France, à Mathons (Haute-Marne). Fondée en 1168 par Geoffroi III de Joinville, elle a 5 religieux en 1295[33],[37].

### Prieurés de 16 religieux en 1317
- Prieuré de l'Enfourchure (ou Dimont, de Dimone, de Infurcatura, GEREG no 148, ) de la Nation de France, à Dixmont (Yonne) dans le diocèse de Sens,  Inscrit MH (1926). Fondé en 1209, il comptait 8 religieux en 1295, 16 en 1317, 2 en 1641 et le prieur commendataire obtient à cette époque de l'abbaye de ne plus y entretenir de religieux. L'église menaçait de tomber en ruines en 1496 et est réparée au siècle suivant. Il est ouvert au public[38].,[39]
  - Celle de Ligny (de Liniaco, GEREG no 149, ) de la Nation de Bourgogne, à Varennes (Yonne) dans le diocèse de Bordeaux. Elle a 10 religieux en 1295[37].
  - Celle de Trin (ou Trains, Traxs, de Trahis, GEREG no 108, ) de la Nation de France, à Villecerf (Seine-et-Marne) dans le diocèse de Sens,  Inscrit MH (1926, Bâtiments à l'entrée et à gauche de la cour). Fondée sous le 3e prieur Étienne de Liciac (1140-1163), elle a 6 religieux en 1295.[25],[40]
- Prieuré Notre-Dame du Meynel (ou Mesnel, Meynel-lez-Maffliers, Coudray-de-Grandmont, Notre-Dame du Coudray, Notre-Dame des Bonshommes, de Menello, GEREG no 152, ) de la Nation de France, à Maffliers (Val d'Oise) dans les diocèses successifs de Paris, Beauvais et de Versailles. Etabli en 1169 sur une terre donnée par Bouchard V de Montmorency, soutenu par Louis VII, il avait 8 religieux en 1295, 16 en 1317, 3 en 1768. Il est uni au collège de Grandmont (Paris) en 1711. Il est décrit dans le roman l'Adieu de Balzac en 1830, transformé en 1859 en une maison de campagne appelée "château des Bonshommes". Les bâtiments vétustes ont été rasés par l'ONF à la fin des années 1970 et le site est devenu une réserve ornithologique et faunistique[41].,[42]
  - Celle Notre-Dame de Clairefontaine (ou Beauvais, de Belvaco, GEREG no 92, ) de la Nation de France, à Saint-Germain-la-Poterie (Oise) dans le diocèse de Beauvais. Fondée en 1207, elle a 5 religieux en 1295.[43]
  - Celle de Montcient-Fontaine dite "abbaye de Montcient" (ou La Fontaine, de Fontana, GEREG no 109, ) de la Nation de Normandie, à Sailly (Yvelines) dans le diocèse de Rouen,  Inscrit MH (1926). Elle a 4 religieux en 1295.[44],[45],[46]
- Prieuré de Raroi (ou Ravoi, Razay, Resaye, de Reraio, de Rerayo, de Rezaio, de Rarezaio, GEREG no 107, ) de la Nation de France, à Crouy-sur-Ourcq (Seine-et-Marne) dans le diocèse de Meaux. Fondé en 1164 ou 1171, il avait 6 religieux en 1295, 16 en 1317, et seulement un au XVe siècle. Les jésuites puis les feuillants s'y installèrent, puis Raroi fut uni à la maison de l'Oratoire[47].
  - Celle de Savignies (prope Savigni, prope Maliorum, de Saviniaco, de Saviniaco, GEREG no 1, ) de la Nation de France, à Seringes-et-Nesles (Aisne) dans le diocèse de Soissons. Il avait 5 religieux en 1295.[21]
  - Celle du Lohan (ou Vassens, Vayssin, La Vaissine, de Bayssino, de Vayssino, Delvaici, GEREG no 82, ) de la Nation de France, dans la forêt de Vassy à Mareuil-en-Brie (Marne) dans le diocèse de Soissons. Fondé sous Étienne de Liciac (1140-1163), elle a 5 religieux en 1295. Elle est annexée à l'Oratoire de Paris au XVIIIe siècle.[25],[48]

- Prieuré Notre-Dame de Vincennes (ou le Bois-de-Vincennes, GEREG no 103, ) de la Nation de France dans le 12e arrondissement de Paris dans le diocèse de Paris. Fondé par Louis VII en 1164, sa dédicace est le 12 novembre[4]. Il fut longtemps la seconde maison de l'ordre et failli devenir le chef-d'ordre avec le soutien des rois Saint Louis et Philippe-Auguste. La communauté semble avoir été très nombreuse au XIIe siècle, ne comptait que 8 religieux en 1295, 16 en 1317. À la fondation de l'ordre de Saint-Michel en 1469, le prieur de Vincennes fut le chancelier perpétuel jusqu'en 1584. Il a été donné en 1585 aux Hiéronimites puis aux Minimes en échange du collège Mignon. Détruit, il est devenu le Lac des Minimes fin XIXe siècle[49].
  - Celle Notre-Dame d'Aulnoy (ou Aulnay, de Alneto, GEREG no 106, ) de la Nation de France, à Courchamp (Seine-et-Marne) dans le diocèse de Sens. Initialement prieuré bénédictin, la celle est fondée vers 1152, et a 5 religieux en 1295. au milieu du XVIIe siècle, les minimes remplacent les grandmontains.[50]
  - Celle de La Bonnemaison (de Bona Domo, GEREG no 91, ) de la Nation de France, à Choisy-au-Bac (Oise) dans le diocèse de Soissons. Elle avait 6 religieux en 1295[48],[43].

## Prieurés de laNation de Normandie

### Prieuré de 18 religieux en 1317
- Prieuré Notre-Dame de l'Ouÿe (ou Louye, de Loya, GEREG no 151, ) de la Nation de Normandie, aux Granges-le-Roi (Essonne) dans l'ancien diocèse de Chartres. Fondé en 1163 par Louis VII, il a 6 religieux en 1295, et 18 en 1317. C'est un des seuls 8 prieurés membres de l'Etroite observance qu'il adopte en 1687, et était la maison d'études et la résidence du vicaire général de cette partie de l'ordre. Sa mense priorale est unie à Thiers. Il avait 10 religieux à la suppression de l'ordre[51].
  - Celle du Bois-Saint-Martin (de Bosco sancti Martini, GEREG no 42, ) de la Nation de Normandie, à Montainville (Eure-et-Loir) dans le diocèse de Chartres. Fondée entre 1191 et 1205, elle a 4 religieux en 1295.[9]
  - Celle Sainte-Radegonde de La Coudre (de Coudra, de Cosdra, GEREG no 71, ) de la Nation de France, à Chambon-la-Forêt (Loiret) dans le diocèse d'Orléans puis de Sens. Fondée par Louis VII en 1160, elle a 4 religieux en 1295. L'église tombait en ruines en 1496[52].
  - Celle des Moulineaux (de Mollinellis, GEREG no 110, ) de la Nation de Normandie, à Poigny-la-Forêt (Yvelines) dans le diocèse de Chartres. Fondée par Simon III de Montfort, elle a 6 religieux en 1295[20].

### Prieurés de 16 religieux en 1317
- Prieuré de Boulogne (de Bolonia, GEREG no 64, ) de la Nation de Normandie, à Tour-en-Sologne (Loir-et-Cher) dans les diocèses successifs de Chartres puis de Blois. Il avait 8 religieux en 1295, 16 en 1317, et 4 en 1768. Il est uni au séminaire de Blois en 1770.[53],[54]
  - Celle de Cléry (ou les Bons-Hommes de Cléry, de Cleriaco, de Clariaco, GEREG no 70, ) de la Nation de France, à Cléry-Saint-André (Loiret) dans le diocèse d'Orléans. Elle a 5 religieux en 1295.[36],[55]
  - Celle de Marigny (de Mariniaco, de Marigniaco, de Mazinhaco, de Mazenhiaco, GEREG no 66, ) de la Nation de Normandie, à Lorges (Loir-et-Cher) dans le diocèse d'Orléans. Elle existe en 1190, et a 6 religieux en 1295[37],[56].
- Prieuré Notre-Dame de Chênegallon (ou Chêne-Gallon, de Quercu-Galonis, GEREG no 94, ) de la Nation de Normandie, à Belforêt-en-Perche (Orne) dans le diocèse de Séez,  Inscrit MH (1973). Le prieuré existait en 1219, il avait 6 religieux en 1295, 16 en 1317, 4 en 1768.[57],[58]
  - Celle d'Authon dite "Authon-aux-Bonshommes" (de  Altone, EREG no 41, ) de la Nation de Normandie, à Authon-du-Perche (Eure-et-Loir) dans le diocèse de Chartres. Fondée sous Étienne de Liciac (1140-1163), elle a 5 religieux en 1295[50].
  - Celle de Beaufou (ou Bellefaye, de Bella Fago, GEREG no 63, ) de la Nation de Normandie, à Saint-Marc-du-Cor (Loir-et-Cher) dans le diocèse de Chartres. Elle a 6 religieux en 1295[50].

### Prieurés de 14 religieux en 1317
- Prieuré Saint-Étienne de Beaumont-le-Roger dit "Grandmont-lez-Beaumont" (ou Grandmont-les-Noyer, Grandmont-les-Châtel-la-Lune, GEREG no 40, ) de la Nation de Normandie, au Noyer-en-Ouche (Eure) dans le diocèse d'Evreux. Fondé en 1181, il avait 7 religieux en 1295, 14 en 1317 et 3 en 1772. Il est uni au Petit séminaire d'Evreux en 1784.[59]
  - Celle Notre-Dame de La Bellière dite "Notre-Dame de Grandmont" (de Berleria, GEREG no 93, ) de la Nation de Normandie, à La Bellière (Orne) dans le diocèse de Séez. Fondée en 1178 par Froger, évêque de Séez, elle a 5 religieux en 1295[43]
- Prieuré de Bercey (Bersay, prioratus de Burseyo, de Bersayo, GEREG no 102, ) de la Nation de Normandie, à Saint-Mars-d'Outillé (Sarthe) dans le diocèse du Mans. Il aurait été fondé en 1136 par Henri II Plantagenêt, avait 7 religieux en 1295, 14 en 1317, 4 en 1768. Il est uni en 1770 au séminaire diocésain.[59]
  - Celle de La Hubaudière (de Hubaudiera, GEREG no 65, ) de la Nation de Normandie, à Sasnières (Loir-et-Cher) dans le diocèse du Mans. Elle a 6 religieux en 1295[16].
- Prieuré Notre-Dame-du-Parc (ou Grandmont-lez-Rouen, de Parco, de Rothomago, GEREG no 105, ) de la Nation de Normandie, à Rouen (Seine-Maritime) dans l'ancien diocèse de Lisieux,  Classé MH (1936). Fondé en 1156 par Henri II Plantagenêt aux portes de Rouen dans la forêt de Rouvray, c'était la maison la plus riche de l'ordre après Grandmont. Elle a 10 religieux en 1295, 14 en 1317, 9 en 1768 puis est réunie en 1770 au séminaire de Lisieux[60],[61].
  - Celle d'Aubevoie (ou Grandmont-lès-Gaillon, de Albavia, de Albania, de Albaria, GEREG no 39, ) de la Nation de Normandie, à Gaillon (Eure) dans le diocèse d'Évreux. Fondée vers 1190 par Amaury VI de Montfort-Évreux, elle a 6 religieux en 1295. En 1748 les jésuites y faisaient encore célébrer 2 messes par semaine.[62]

## Prieurés de laNation d'Anjou

### Prieurés de 18 religieux en 1317
- Prieuré Notre-Dame du Bois Rahier (ou Boisraiet-lez-Tours, Grandmont-lez-Tours, de Bosco Raherii, GEREG no 56, ) de la Nation d'Anjou, au quartier Montjoyeux-Grandmont de Tours (Indre-et-Loire) dans le diocèse de Tours. Il s'agissait d'une des principales maisons de l'ordre, qui aurait été fondée en 1156 ou 1172 par Henri II Plantagenêt. Le prieuré avait 12 religieux en 1295, 18 en 1317, 4 en 1768. Il est unie en 1770 au séminaire de Tours.[63],[64]
  - Celle de Clairefeuille (de Clarifolio, de Clarofolio, GEREG no 57, ) de la Nation d'Anjou, au Grand-Pressigny (Indre-et-Loire) dans le diocèse de Tours. Elle a 5 religieux en 1295[36].
  - Celle de Montoussan (ou Montaussan, Aussan, de Monte Aussano, GEREG no 59, ) de la Nation d'Anjou, à Souvigny-de-Touraine (Indre-et-Loire) dans le diocèse de Tours. Sa dédicace est le 23 octobre[4]. Elle existait en 1198, et a 6 religieux en 1295[37].
  - Une léproserie (du XIIe siècle au XIVe siècle)[18]
- Prieuré du Pommier-Aigre (ou Grandmont-lès-Chinon, de Pomerio acri, GEREG no 60, ) de la Nation d'Anjou, à Saint-Benoît-la-Forêt (Indre-et-Loire) dans le diocèse de Tours. Il avait 6 religieux en 1295, 18 en 1317, et 2 lors de la suppression de l'ordre et l'union du prieuré au séminaire de Tours[61].
  - Celle du Bouchet en Berthegon (ou Boschet, de Boscheto, GEREG no 126, ) de la Nation de Poitou, à Berthegon (Vienne) dans le diocèse de Poitiers. Fondée vers la fin du XIIe siècle, elle a 3 religieux en 1295[9].
  - Celle de Fontmaur (ou Fontmor, Fontaine-Meurier, de Fonte Moro, GEREG no 128, ) de la Nation d'Anjou, à Vellèches (Vienne) dans le diocèse de Tours puis de Poitiers. Fondée sous le 4e prieur (1140-1163), elle a 5 religieux en 1295[65].
- Prieuré de Puychevrier (ou Puy-Chevrier, Puits-Chevrier, de Podio Caprarii, GEREG no 54, ) de la Nation d'Anjou, à Mérigny (Indre) dans l'ancien diocèse de Poitiers puis de Tours, en  Classé MH (1979). La maison existait à la fin du XIIe siècle et comptait parmi les plus anciennes de l'ordre. Elle a 5 ou 6 religieux en 1295, puis 18 en 1317, et fut unie en 1771 au séminaire de Poitiers[66],[67].
  - Celle puis prieuré d'Entrefins (de Entrefis, de Trefis, de Interfines, GEREG no 127, ) de la Nation de Poitou, à Adriers (Vienne) dans le diocèse de Poitiers. Elle a 6 religieux en 1295, la communauté de Puychevrier s'y transféra au début du XVIIe siècle[13].
  - Celle de l'Espau (ou Espaux, l'Epau, Lépaud, Espande, Bellabre, Bel-Arbre, de Espaudio, de Espaudia, de Pulchro Arbore, GEREG no 52, ) de la Nation d'Anjou, à Belâbre (Indre) dans le diocèse de Poitiers. Elle a 4 religieux en 1295[13].
  - Celle d'Hauterives (de Altis Ripis, de Alta Rupe, GEREG no 58, ) de la Nation d'Anjou, à Yzeures-sur-Creuse (Indre-et-Loire) dans le diocèse de Tours. Elle a 5 religieux en 1295[16].

### Prieurés de 16 religieux en 1317
- Prieuré Notre-Dame et Saint-Étienne de Villiers (de Villeriis, GEREG no 61, ) de la Nation d'Anjou (ou de Normandie), à Villeloin-Coulangé (Indre-et-Loire) dans le diocèse de Tours puis de Bourges,  Inscrit MH (1988). Fondé par Henri II Plantagenêt en 1162, il avait 6 clercs en 1295, 16 en 1317, et 2 en 1768. Il est uni au séminaire de Tours en 1772. Depuis les années 1980, une expérience de faire revivre l'ordre de Grandmont a lieu dans ce prieuré.[68],[69]
  - Celle de Moulins-Breuilmont (de Mollinis, de Molis, GEREG no 53, ) de la Nation de Bourgogne, à Baudres (Indre) dans le diocèse de Bourges. Fondée sous Étienne de Liciac (1140-1163), elle a 5 religieux en 1295. Elle est vendue à un avocat en 1782, détruite en 1842 et l'actuel château de Grammont y est construit (ayant appartenu au ministre Jules Favre). Il en subsiste quelques restes de l'église.[20],[70]
  - Celle de Sauzey (ou Sausey-Grandmont, de Sanzeya, de Saseia, GEREG no 55, ) de la Nation de Bourgogne, au Poinçonnet (Indre) dans le diocèse de Bourges. Elle a 6 religieux en 1295.[21],[71]

### Prieurés de 14 religieux en 1317
- Prieuré de la Haye-d'Angers dit "la Haie-aux-Bonshommes" (de Haia Andegavensi, GEREG no 80, ) de la Nation d'Anjou, à Avrillé (Maine-et-Loire) dans le diocèse d'Angers,  Classé MH (1947),  Inscrit MH (1947, 1965). Fondé par Henri II Plantagenêt en 1156, il avait 9 religieux en 1295, 14 en 1317, 10 à la fin du XVe siècle, et 3 en 1768. Un de ses prieurs commendataires devint le pape Grégoire XI. C'était une des principales maisons de l'ordre et une léproserie en dépendait. Il a conservé son église complète. Il est ouvert au public, et est depuis 1979 occupé par les « Dominicains d'Avrillé », une communauté traditionaliste d'inspiration dominicaine anciennement proche de la Fraternité Saint-Pie-X.[72],[73],[74]
  - Celle de la Haye-de-Craon dite des "Bonshommes de Ballots" (de Credone, Haya Credonensis, GEREG no 86, ) de la Nation d'Anjou, à Ballots (Mayenne) dans le diocèse d'Angers,  Inscrit MH (1988). Fondée par Amaury de Craon, elle a 6 religieux en 1295[75],[13].
  - Une léproserie[18]
- Prieuré de Monnays (ou Monnais, Monnès, de Monesio, GEREG no 81, ) de la Nation d'Anjou, à Longué-Jumelles (Maine-et-Loire) dans le diocèse d'Angers. C'est à l'origine un moulin à eau fortifié, a 7 religieux en 1295, 14 en 1317. En 1617, les religieux sont transférés dans sa celle du Breuil-Bellay. En 1685 il y existait encore une église dédiée à St-Étienne, mais à la fin du XXe siècle il ne reste plus qu'un seul bâtiment.[76],[73]
  - Celle, puis prieuré de Breuil-Bellay (ou Pré-Bellay, de Brolio-Bellay, Berley, al. Belle, GEREG no 79, ) de la Nation d'Anjou, à Cizay-la-Madeleine (Maine-et-Loire) dans le diocèse d'Angers,  Classé MH (1963). Fondé en 1208 ou 1209 sous le prieur Adhémar de Friac, il avait 6 religieux en 1295, et 2 à la suppression de l'ordre. Il a conservé son église complète[73],[77],[12].
- Prieuré de Montguyon (de Monte Guidonis, ou de Monte Gadonis, GEREG no 87, ) de la Nation d'Anjou, à Placé (Mayenne) dans le diocèse du Mans. Fondé vers la fin du XIIe siècle, il comptait 6 religieux en 1295, 14 en 1317. À la suite des guerres de succession de Bretagne, la communauté est transférée dans sa celle de la Primaudière.[76]
  - Celle, puis prieuré de la Primaudière (de Primaudiera, GEREG no 69, ) de la Nation d'Anjou, à Armaillé et Juigné-des-Moutiers (Maine-et-Loire) dans le diocèse d'Angers,  Classé MH (1965, chapelle),  Inscrit MH (2006, aile conventuelle et sol du cloître). Le domaine est donné à Grandmont vers 1207, en 1295 il compte 5 religieux. Il a conservé son église complète et est ouvert au public[73],[78],[79].

## Prieurés de laNation de Poitou

### Prieurés de 18 religieux en 1317
- Prieuré de Bandouille (ou Grand-Bandouille, prioratus de Bandolia, GEREG no 111, ) de la Nation de Poitou, à Chiché (Deux-Sèvres) dans les diocèses successifs de Poitiers, Maillezais puis La Rochelle. Fondé au XIIe siècle, sa dédicace est le 19 juillet[4], il compte 13 religieux en 1295, 18 en 1317, et fut uni à l'abbaye chef d'ordre en 1342.[80],[73],[81]
  - Celle Notre-Dame de Dive (ou Petit-Bandouille-sur-Dive, de Diva, GEREG no 115, ) de la Nation de Poitou, à Saint-Martin-de-Macon (Deux-Sèvres) dans le diocèse de Poitiers. Fondée en 1226 par un chapelain de Saint-Médard de Thouars, elle a 5 religieux en 1295. Elle est unie au chef d'ordre en 1338. La celle conserve son église, le bâtiment des moines et un reste de la cuisine[73],[81],[13].
  - Celle de La Meilleraye (ou d'Orbestier, de Orbisterio, GEREG no 124, ) de la Nation de Poitou, au Château-d'Olonne (Vendée) dans le diocèse de Poitiers puis de Luçon. Elle aurait été fondée en 1156, et a 5 religieux en 1295. Aucun vestige au sol n'est visible.[79],[73]
  - Celle Notre-Dame de Rocheservière (ou de La Roche Cervière, de Rupe Cerveira, ou Petit Grandmont, GEREG no 125, ) de la Nation de Poitou, à Rocheservière (Vendée) dans le diocèse de Poitiers puis de Luçon. Elle a 6 religieux en 1295. Aucun vestige au sol n'est visible.[21],[73],[82]
- Prieuré de La Vayolle (de Valliola, GEREG no 131, ) de la Nation de Poitou, à Neuil-l'Espoir (Vienne) dans le diocèse de Poitiers. Il avait 6 religieux en 1295, 18 en 1317, et plus qu'un en 1768. Il est uni au séminaire de Poitiers en 1770-1771[68].
  - Celle de Bois-Pouvreau (de Bosco Pulverelli, GEREG no 113, ) de la Nation de Poitou, à Coutières (Deux-Sèvres) dans le diocèse de Poitiers. Elle a 4 religieux en 1295. Il n'en reste qu'un chapiteau[73],[9].
  - Celle de Loubert (ou Louberc, Lumbers, la Maison-Dieu de Lobers, de Lobercio, Mansio-Dei de Lumberz, Bonihominia, de Bononia, de Bonsonia, GEREG no 10, ) de la Nation de Poitou, à Roumazières-Loubert (Charente) dans le diocèse de Limoges puis de Poitiers. Elle pourrait avoir été fondée en 1157, et a 3 religieux en 1295.[37],[83]
  - Celle de La Troussaye (de Trossayo, GEREG no 130, ) de la Nation de Poitou, à Iteuil (Vienne) dans le diocèse de Poitiers. Fondée sous le prieur Étienne de Liciac (1140-1163), elle a 4 religieux en 1295[25]. Vendue comme bien national, le château de la Troussay est construit en 1872 sur ses ruines.

### Prieurés de 16 religieux en 1317
- Prieuré Notre-Dame du Bois d'Alonne (de Bosco Alone, GEREG no 112, ) de la Nation de Poitou, à Allonne (Deux-Sèvres) dans le diocèse de Poitiers,  Inscrit MH (1987). Il avait 7 religieux en 1295, 16 en 1317, et 3 en 1768. Il fut uni au séminaire de Poitiers en 1771. Il a conservé son église complète qui possède un des rares clochers tardifs de l'ordre.[59],[73],[84]
  - Celle de Bonneray (de Bona Radia, GEREG no 122, ) de la Nation de Poitou, à Puy-de-Serre (Vendée) dans les diocèses successifs de Poitiers, Maillezais puis La Rochelle. Maison donnée en 1196 par Richard Cœur de Lion, elle a 5 religieux en 1295.[85],[73]
  - Celle de Chassay-Grammont (ou Petit-Grandmont de Chazzay, de Chassayo, de Chasseyo, GEREG no 123, ) de la Nation de Poitou, à Saint-Prouant (Vendée) dans l'ancien diocèse de Poitiers puis de Maillezais et de La Rochelle,  Inscrit MH (1987). C'est la seule celle de l'Ouest, parmi 16 celles, qui a conservé l'ensemble de ses bâtiments. Elle est ouverte au public[73],[86].
- Prieuré Notre-Dame de La Carte (ou La Quarte, de Quarta, GEREG no 114, ) de la Nation de Poitou, à Celle-sur-Belle (Deux-Sèvres) dans le diocèse de Poitiers. Est sans-doute une des plus anciennes maisons de l'ordre hors du diocèse de Limoges. Sept religieux en 1295, 16 en 1317. Ne conserve qu'une tour d'époque indéterminée.[53],[73]
  - Celle de Font-Adam (de Fonte Adae, GEREG no 117, ) de la Nation de Poitou, à Caunay (Deux-Sèvres) dans le diocèse de Poitiers. Fondée entre 1140 et 1163, elle a 3 religieux en 1295. Il n'en reste aucun vestige.[44],[73]
  - Celle Saint-Gilles de Fontcreuse (de Fonte Croso, GEREG no 8, ) de la Nation de Poitou, à Saint-Coutant (Charente) dans le diocèse de Poitiers. Elle a 4 religieux en 1295.[44]
  - Celle d'Entruan (ou Terruan, de Enterna, de Enterva, ou de Anterna, GEREG no 116, ) de la Nation de Poitou, à Montalembert (Deux-Sèvres) dans le diocèse de Poitiers. Cinq religieux en 1295. Il n'en reste aucun vestige.[25],[73]

## Prieurés de laNation de Saintonge

### Prieuré de 20 religieux en 1317
- Prieuré Notre-Dame de Raveaux (de Ravellis, de Ravello, de Revello, GEREG no 11, ) de la Nation de Saintonge, à Aussac-Vadalle (Charente) dans le diocèse d'Angoulême. Il avait 5 religieux en 1295, 20 en 1317. Au XVIIe siècle, la communauté se déplaça dans son annexe de Badeix[47].
  - Celle puis prieuré Notre-Dame et Saint-Jean-Porte-Latine de Badeix (ou Boisgemme, Boisjeune, de Bosco Jejuno, de Boscogemmo, GEREG no 32, ) de la Nation de Saintonge, à Saint-Estèphe (Dordogne) dans le diocèse de Limoges,  Inscrit MH (1938). Fondée au XIIe siècle, elle a 4 religieux en 1295. La communauté de Raveaux s'y installe au XVIIe siècle, et il ne restait qu'un religieux lors de sa suppression[50],[87],[88].
  - Celle de Beausault (de Bello Saltu, GEREG no 6, ) de la Nation de Saintonge, à Chalais (Charente) dans le diocèse de Périgueux puis d'Angoulême. Sa dédicace est le 21 octobre[4],[43].
  - Celle Notre-Dame de Gandori (ou Gandory, Gandalric, de Gandalrico, GEREG no 9, ) de la Nation de Saintonge, à Cherves (Vienne) dans le diocèse de Saintes. Sa dédicace est le 2 septembre[4], elle a 5 religieux en 1295.[16],[89]
  - Celle de Rauzet (de Rauceto, GEREG no 12, ) de la Nation de Saintonge, à Combiers (Charente) dans le diocèse de Périgueux,  Classé MH (1992, église et alentours),  Inscrit MH (1987, église). Elle a 5 religieux en 1295. Il en reste la chapelle et un bâtiment monastique. Elle est ouverte au public et gite d'étape depuis 2007.[21],[90],[91]

### Prieuré de 16 religieux en 1317
- Prieuré de Sermaize (de Sarmazia, de Sarmeziis, GEREG no 18, ) de la Nation de Saintonge, à Nieul-sur-Mer (Charente-Maritime) dans le diocèse de Saintes,  Inscrit MH (1925). Fondé par Henri II Plantagenêt, il avait 8 religieux en 1295, 16 en 1317. Il est uni au chef d'ordre dès 1342 avec ses annexes[92],[93].
  - Celle de Barbe-Torte (de Barba Torta, GEREG no 121, ) de la Nation de Poitou, aux Magnils-Regnier (Vendée) dans le diocèse de Poitiers puis de Luçon. Fondée par Henri II Plantagenêt, elle a 5 religieux en 1295. Elle est unie au chef d'ordre dès 1342. Aucun vestige au sol n'est visible.[50],[73]
  - Celle de La Lance (de Lancea, GEREG no 16, ) de la Nation de Saintonge, à Breuil-Magné (Charente-Maritime) dans l'ancien diocèse de Saintes. Elle a 5 religieux en 1295. Elle est unie au chef d'ordre dès 1342.[37]

### Prieuré de 13 religieux en 1317
- Prieuré Notre-Dame du Jarry (ou Jarric, de Jarrico, GEREG no 14, ) de la Nation de Saintonge, à Bussac-sur-Charente (Charente-Maritime) dans l'ancien diocèse de Saintes. Il existait en 1217, avait 6 religieux en 1295, 13 en 1317. Il n'aurait plus hébergé de religieux au XVe siècle[51],[94].
  - Celle Sainte-Marie d'Embreuil (ou Ambreuil, le Breuil, Brouillères, de Broliorio, de Brolio Xantonensi, GEREG no 13, ) de la Nation de Saintonge, à Grézac (Charente-Maritime) dans le diocèse de Saintes. Fondée sous Pierre Bernard (1163-1170), elle a 5 religieux en 1295.[12],[95]
  - Celle d'Ourse dit "prieuré de la Forest d'Ourse" (Orse, de Orca, GEREG no 17, ) de la Nation de Saintonge, à Saint-Germain de Vibrac (Charente-Maritime) dans le diocèse de Saintes. Elle a 5 religieux en 1295[95],[79].

## Prieurés de laNation de Gascogne

### Prieurés de 22 religieux en 1317
- Prieuré de La Faye-de-Jumilhac (de Fagia-Jumiliaci, GEREG no 36, ) de la Nation de Gascogne, à Jumilhac-le-Grand (Dordogne) dans le diocèse de Périgueux. Fondé en 1194 par Étienne Cortez et ses fils, il avait 7 religieux en 1295, 22 en 1317, et 2 en 1768. Il est évacué par mesure provisoire en 1778 et uni au séminaire de Périgueux.[96],[97]
  - Celle de Belle-Selve (de Bella Silva, GEREG no 33, ) de la Nation de Saintonge, à Tursac (Dordogne) dans le diocèse de Périgueux. Fondée sous le prieur Étienne de Liciac (1140-1163), elle a 3 religieux en 1295[43].
  - Celle de Boisset (ou Boychet, de Boissetto, de Boësseto, GEREG no 34, ) de la Nation de Saintonge, à Saint-Aquilin (Dordogne) dans le diocèse de Périgueux. Elle a 4 religieux en 1295.[9]
  - Celle de Chargnac (ou Charniac, Chargnat, de Charnhaco, de Clariniaco, de Chariniaco, GEREG no 24, ) de la Nation de Gascogne, à Louignac (Corrèze) dans l'ancien diocèse de Limoges. Elle a 5 religieux en 1295.[12]
  - Celle de La Plaigne (de Planha, de Plania, GEREG no 37, ) de la Nation de Gascogne, à Savignac-Lédrier (Dordogne) dans l'ancien diocèse de Limoges. Elle est fondée par Hugues de La Certa (disciple préféré du fondateur Étienne de Muret) en 1110 ou 1111. Elle a 5 religieux en 1295. Il en reste un corps de logis du XVIIe siècle[98],[79].
  - Celle de Puy-Gibert (de Podio Gilberti, GEREG no 28, ) de la Nation de Provence, à Lissac-sur-Couze (Corrèze) dans l'ancien diocèse de Limoges. Il existait avant 1155, et a 5 religieux en 1295.[21]
- Prieuré Notre-Dame de Francour (ou Francou, de Francorio, GEREG no 119, ) de la Nation de Gascogne, à Lafrançaise (Tarn-et-Garonne) dans l'ancien diocèse de Cahors,  Classé MH (1991),  Inscrit MH (1989). Fondé de 1140 à 1163, il avait 8 religieux en 1295, 22 en 1317, 2 en 1768. Il est uni au séminaire de Cahors en 1770.[96],[99]
  - Celle de Boismenoux (ou Boisméron, de Bosco Minori, GEREG no 118, ) de la Nation de Provence, à Puylagarde (Tarn-et-Garonne) dans l'ancien diocèse de Cahors. Elle a 5 religieux en 1295.[9]
  - Celle de Cahors (ou le Petit-Grandmont de Cahors, de Caturco, GEREG no 72, ) de la Nation de Gascogne, à Cahors (Lot) dans l'ancien diocèse de Cahors. Elle a 5 religieux en 1295.[12]
  - Celle Notre-Dame de Dégagnazès (ou de Ganhazer, Desganaser, de Ganhaser, GEREG no 73, ) de la Nation de Gascogne, à Peyrilles (Lot) dans le diocèse de Cahors,  Inscrit MH (1926). Elle a 6 religieux en 1295. Elle est ouverte au public[100],[16].
  - Celle de Vayssières (La Vayssière, de Vaysseriis, GEREG no 38, ) de la Nation de Gascogne, à Vitrac (Dordogne) dans l'ancien diocèse de Sarlat. Elle a 4 religieux en 1295[25].
- Prieuré de La Garrigue (de Garrigia, GEREG no 76, ) de la Nation de Gascogne, à Saint-Pardoux-du-Breuil (Lot-et-Garonne) dans le diocèse d'Agen. Il avait 8 religieux en 1295, et 15 ou 22 en 1317. En décadence au XVe siècle, il n'avait plus de communauté religieuse au XVIe siècle.[96],[101]
  - Celle de Babeau (ou Barbeau, de Batbuo, GEREG no 46, ) de la Nation de Saintonge, à Fargues-Saint-Hilaire (Gironde) dans le diocèse de Bordeaux. Elle a 4 religieux en 1295.[50]
  - Celle de La Brède (ou Brédier, de Breda, GEREG no 35, ) de la Nation de Saintonge, à Queyssac (Dordogne) dans le diocèse de Périgueux. Elle a 5 religieux en 1295.[9]
  - Celle de La Lande (de Landa, de Lauda, GEREG no 47, ) de la Nation de Saintonge, à Saint-Christophe-des-Bardes (Gironde) dans le diocèse de Bordeaux. Elle a 4 religieux en 1295[37].
  - Celle Notre-Dame de Mériniac (ou Mérignac, de Marinhaco, GEREG no 77, ) de la Nation de Gascogne, à Miramont-de-Guyenne (Lot-et-Garonne) dans le diocèse d'Agen. Fondée en 1278, elle a 5 religieux en 1295. Sans-doute détruite pendant la Révolution, son église subsistait encore pendant la première moitié du XIXe siècle mais il n'en reste aucun vestige, et des bâtiments agricoles se trouvent à l'emplacement de l'ancien prieuré.[37],[102]
  - Celle Notre-Dame du Luc de Verdelais (ou Le Luc, le bois de Verdelais, de Viridi Luco, de Luco, GEREG no 48, ) de la Nation de Gascogne, à Verdelais (Gironde) dans le diocèse de Bordeaux. Elle est fondée au XIIe siècle par une dame de Candal, et a 4 religieux en 1295. Il est abandonné par les grandmontains à la suite des guerres qui ruinent les bâtiments, et l'évêque de Bordeaux François d'Escoubleau de Sourdis y installe les célestins qui y sont ensuite confirmés en 1630 et 1636[28],[103].

### Prieuré de 16 religieux en 1317
- Prieuré de Paradou (ou Deffès, Deffech, Deffense, de Defenso, GEREG no 75, ) de la Nation de Gascogne, à Bon-Encontre (Lot-et-Garonne) dans le diocèse d'Agen. Fondé avant 1220, il avait 8 religieux 1295, 16 en 1317. Clément V y fut élevé par le correcteur Pierre de Causac. Il n'y avait plus de religieux au XVIIe siècle.[57]
  - Celle de La Ribeyrolle (de Riberola, GEREG no 78, ) de la Nation de Gascogne, à Bias (Lot-et-Garonne) dans le diocèse d'Agen. Elle a 4 religieux en 1295. Elle est détruite pendant les guerres de religion et un manoir est construit sur son emplacement dans la seconde moitié du XVIIe siècle.[21]
  - Celle de Sainte-Rose (de Sancta Rosa, GEREG no 45, ) de la Nation de Gascogne, à Miradoux (Gers) dans le diocèse de Lectoure. Il avait 5 religieux en 1295.[21]

### Prieuré de 15 religieux en 1317
- Prieuré de Pinel (ou Pinelly, de Pinello, GEREG no 44, ) de la Nation de Gascogne, à Villariès (Haute-Garonne) dans le diocèse de Toulouse. Fondé par Henri II Plantagenêt après 1178, il avait 6 religieux en 1295, 15 ou 18 en 1317, et 2 à la suppression de l'ordre lorsqu'il est uni au séminaire de Tours. Il est ouvert au public[61].
  - Celle de Lo-Dieu (de Loco Dei, GEREG no 120, ) de la Nation de Gascogne, à Labastide-Saint-Pierre (Tarn-et-Garonne) dans le diocèse de Toulouse puis de Montauban. Elle a 4 religieux en 1295[37].

## Prieurés de laNation de Provence

### Prieurés de 18 religieux en 1317
- Prieuré Notre-Dame du Châtenet (de Castaneto, GEREG no 137, ) de la Nation de Provence, à Feytiat (Haute-Vienne) dans le diocèse de Limoges. Fondé du vivant de saint Étienne de Muret vers 1120, sa dédicace est le 23 septembre[4]. Il a 18 religieux sous le 3e prieur, 5 en 1295, 18 en 1317. Il n'y avait plus de communauté religieuse au XVIe siècle et en 1576 l'abbé de Neuville y installa une communauté de femmes suivant la règle de Grandmont. Leur nombre fut fixé à 30, il y en avait 27 en 1756 et le prieuré absorba la Drouille-Blanche à cette époque après avoir absorbé la Drouille-Noire.[104]
  - Celle du Cluzeau (ou Clusiau, Cluseau, de Clausellis, de Clusello, de Clousello, GEREG no 138, ) de la Nation de Provence, à Meuzac (Haute-Vienne) dans le diocèse de Limoges. Elle est fondée du vivant du fondateur Étienne de Muret, a 4 religieux en 1295, et est unie avant 1317 au Châtenet[105],[36].
  - Celle de Malegorce (ou Malgorce, Mas-le-Gorce, de Majori Gorcia, de Malagorcia, GEREG no 25, ) de la Nation de Provence, à Saint-Martin-Sepert (Corrèze) dans l'ancien diocèse de Limoges. Elle a 4 religieux en 1295[37],[56].
  - Celle de Porrières (ou Pourrières, de Porreriis, de Perreriis, GEREG no 27, ) de la Nation de Provence, à Lamongerie (Corrèze) dans l'ancien diocèse de Limoges. Elle a 3 religieux en 1295[79].
  - Celle de Saumur (ou Salmur, Sermur, de Salmurio, de Sammurio, GEREG no 145, ) de la Nation de Gascogne, entre Les Cars et Flavignac (Haute-Vienne) dans le diocèse de Limoges. Elle existait avant 1224, et avait 4 religieux en 1295.[21]
- Prieuré Saint-Michel de Lodève dit "Saint-Michel de Grandmont" (de Sancto Michaële, GEREG no 50, ) de la Nation de Provence, à Saint-Privat (Hérault) dans le diocèse de Lodève,  Classé MH (1981, prieuré),  Inscrit MH (1953, terrains). Il avait 12 religieux en 1295 (une des plus nombreuses communautés), 18 en 1317, 2 en 1768. C'est un des seuls 8 prieurés membres de l'Etroite observance depuis 1679. À la dissolution de l'ordre, il est uni à la fabrique de l'église cathédrale de Lodève. Il est ouvert au public.[76],[106]
  - Celle de Comberoumal (ou Combe-Romal, de Comba Romal, GEREG no 4, ) de la Nation de Provence, à Saint-Beauzély (Aveyron) dans le diocèse de Rodez,  Inscrit MH (1929). Elle a 4 religieux en 1295. Elle est ouverte au public[107],[36].

### Prieuré de 17 religieux en 1317
- Prieuré Notre-Dame de Montaubérou (ou Mont-Herbedon, Monthelbedon, Monbédon, Montérée, de Monte Herbedonis, de Monte arbedone, GEREG no 49, ) de la Nation de Provence, à Montpellier (Hérault) dans le diocèse de Maguelone. Fondé vers 1180, il avait 12 religieux en 1295, 17 en 1317, et 4 en 1518. Au XVIIe siècle, la communauté se déplaça dans son annexe du Sauvage malgré la très vive opposition du prieur. Il est incorporé en 1704 au séminaire de Montpellier, vendu comme bien national en 1791.[76],[108]
  - Celle de Montézargues (ou Montsarges, Mont Euneuques, de Montibus Eunicis, de Montaicanicis, GEREG no 43, ) de la Nation de Provence, à Tavel (Gard) dans l'ancien diocèse d'Avignon. Elle a 3 religieux en 1295[109].
  - Celle du Peyroux (Piévreuse, de Petroso, GEREG no 74, ) de la Nation de Provence, à Issepts (Lot) dans le diocèse de Cahors ou d'Agen. Elle a 4 religieux en 1295[79].
  - Celle, puis prieuré du Sauvage (de Salvatico, GEREG no 5, ) de la Nation de Provence, à Balsac (Aveyron) dans le diocèse de Rodez,  Inscrit MH (1981). Il existait avant 1191, et a 5 religieux en 1295. Au XVIIe siècle, la communauté du prieuré de Montaubérou s'y déplaça. Il restait 3 religieux à la dissolution de l'ordre. Elle est ouverte au public.[21],[110]

## Prieurés de laNation d'Auvergne

### Prieurés de 18 religieux en 1317
- Prieuré de Chavanon (de Chavano, GEREG no 95, ) de la Nation d'Auvergne, à Combronde (Puy-de-Dôme) dans le diocèse de Clermont,  Inscrit MH (1994). Fondé sous le prieur Étienne de Liciac (1140-1163), il a 6 religieux en 1295, 18 en 1317, 4 en 1768. C'est un des seuls 8 prieurés membres de l'Etroite observance, et est évacué en 1768 par les réformés réduits à 4 maisons. Il est uni au séminaire de Clermont en 1772.[57],[111]
  - Celle de Fayet (ou Fez, de Faheto, GEREG no 96, ) de la Nation d'Auvergne, à Saint-Babel (Puy-de-Dôme) dans le diocèse de Clermont. Elle a 6 religieux en 1295.[44]
  - Celle Saint-Jean de Grosbois (de Grosso Bosco, GEREG no 2, ) de la Nation d'Auvergne, à Gipcy (Allier) dans le diocèse de Bourges,  Inscrit MH (1929). Elle a 6 religieux en 1295[112],[16].
  - Celle de Jayat (ou Jayac, de Jayaco, GEREG no 31, ) de la Nation d'Auvergne, à Bord-Saint-Georges (Creuse) dans le diocèse de Limoges. Elle a 4 religieux en 1295.[113]
- Prieuré Sainte-Marie de Viaye (ou Viaie, de Viaya, de Via, GEREG no 68, ) de la Nation d'Auvergne, à Saint-Vincent (Haute-Loire) dans le diocèse du Puy. Fondé vers 1181 par Héracle II de Polignac, il avait 7 religieux en 1295, 18 en 1317, 3 en 1768 et 2 en 1772 puis est uni au séminaire du Puy en 1773-1774[68],[114],[115].
  - Celle de Beaujeu dite "Beaujeu-Grammont" (de Bello Joco, GEREG no 99, ) de la Nation d'Auvergne, à Blacé (Rhône) dans le diocèse de Lyon. Elle existait en 1173, et avait 5 religieux en 1295.[43]
  - Celle de Blandone-Issangy (de Blandone, GEREG no 101, ) de la Nation d'Auvergne, à Saint-Agnan (Saône-et-Loire) dans le diocèse d'Autun. Elle a 5 religieux en 1295.[9]
  - Celle de la Gueurce-Barbarandière (ou Gurgy, de Gursia, GEREG no 100, ) de la Nation d'Auvergne, à Colombier-en-Brionnais (Saône-et-Loire) dans le diocèse d'Autun. Elle a 3 religieux en 1295[16].
  - Celle de Prunol (ou Priviholle, Primhol, de Prunolio, GEREG no 97, ) de la Nation d'Auvergne, à Saint-Alyre-d'Arlanc (Puy-de-Dôme) dans le diocèse de Clermont. Elle a 5 religieux en 1295[79].

## Prieurés de laNation de Bourgogne

### Prieurés de 18 religieux en 1317
- Prieuré de Chateauneuf-sur-Cher (de Castro Novo, GEREG no 20, ) de la Nation de Bourgogne, à Corquoy (Cher) dans le diocèse de Bourges. Fondé sous Étienne de Liciac (1140-1163), il avait 6 religieux en 1295, 18 en 1317 et avait encore une communauté en 1636.[53]
  - Celle de Châtaignier dite "Grandmont-Châtaignier" (de Castaneriis, GEREG no 51, ) de la Nation de Bourgogne, à Orsennes (Indre) dans le diocèse de Bourges. Elle a 5 religieux en 1295. Elle est unie au chef d'ordre à la fin du XVIIe siècle. Le château de Grammont a été construit au XIXe siècle sur l'ancien domaine de la celle[116].,[36]
  - Celle de Fontblanche (de Fonte Albo, GEREG no 21, ) de la Nation de Bourgogne, à Genouilly (Cher) dans le diocèse de Bourges,  Classé MH (1980). Fondée sous le prieur Étienne de Liciac (1140-1163), elle a 6 religieux en 1295[117],[44].
  - Celle de Pétilloux (ou Pétilleux, de Podio Tilloso, de Podio Thilloso, GEREG no 23, ) de la Nation de Bourgogne, à Châteaumeillant (Cher) dans le diocèse de Bourges. Elle existait au XIIe siècle et a pour fondateur et correcteur Saint Guillaume de Bourges. Elle a 4 religieux en 1295. Elle est unie au chef d'ordre à la fin du XVIIe siècle[79].

- Prieuré de La Faye-de-Nevers (de Fagia Nivernensi, GEREG no 89, ) de la Nation de Bourgogne, à Sauvigny-les-Bois (Nièvre) dans le diocèse de Nevers. Fondé probablement au XIIIe siècle, il avait 6 religieux en 1295, 18 en 1317, et 2 en 1768. C'est un des seuls 8 prieurés membres de l'Etroite observance, et est évacué en 1768 par les réformés réduits à 4 maisons. Les biens furent plus tard unis au séminaire de Nevers.[96]
  - Celle de La Colombe (de Colomba, GEREG no 88, ) de la Nation de Bourgogne, à Montapas (Nièvre) dans le diocèse de Nevers. Fondée sous le prieur Pierre Bernard (1163-1170), elle a 4 religieux en 1295[36].
  - Celle de Fontenay (ou Fontenet Saint Marc, de Fontaneto, GEREG no 90, ) de la Nation de Bourgogne, à Corvol-l'Orgueilleux (Nièvre) dans le diocèse d'Auxerre. Elle a 5 religieux en 1295[44].
  - Celle de Fontguédon (ou Fontgadon, de Fonte Gadonis, de Fonte Guidonis, GEREG no 22, ) de la Nation de Bourgogne, à Thaumiers (Cher), dans le diocèse de Bourges. Elle a 6 religieux en 1295[44].

### Prieurés de 16 religieux en 1317
- Prieuré d'Époisses (de Espessia, de Espechia, GEREG no 30, ) de la Nation de Bourgogne, à Bretenière (Côte d'Or) dans le diocèse de Châlon-sur-Saône. Fondé en 1189, il avait 9 religieux en 1295, 16 en 1317, 4 en 1768. C'est un des seuls 8 prieurés membres de l'Etroite observance, qu'il rejoint en premier car le réformateur Charles Frémon en avait été nommé prieur en 1643. Il est uni en 1772 au séminaire de Châlon. Depuis 1953 il est propriété de l'INRA.[96],[118]
  - Celle du Breuil d'Autun (de Brolio Eduensi, GEREG no 29, ) de la Nation de Bourgogne, à Thoisy-la-Berchère (Côte d'Or) dans le diocèse d'Autun. Fondée sous le 7e prieur Pierre Bernard (1163-1170), elle a 10 religieux en 1295.[12]
  - Celle de Fay (de Fayeto, de Fayeta, GEREG no 62, ) de la Nation de Bourgogne, aux Deux-Fays (Jura) dans le diocèse de Besançon. Fondée en 1248 ou 1249 par Jean de Châlon, elle a 6 religieux en 1295.[44]
  - Celle de Marsannay-la-Côte (Côte-d'Or), qui semble avoir été temporairement une annexe d'Époisses et qui avait encore une chapelle en 1709.[119]
- Prieuré Saint-Maurice de Vieuxpou (ou Vieupou, Sanctus Mauricius de Veteri Periculo, de Veteri Puteo, GEREG no 150, ) de la Nation de Bourgogne, à Poilly-sur-Tholon (Yonne) dans l'ancien diocèse d'Auxerre. Fondé en 1173, il a 8 religieux en 1295, 16 religieux en 1317, et 2 religieux de l'Etroite observance (un des seuls 8 prieurés membres de l'Etroite observance) en 1768 lorsqu'il est évacué.[42]
  - Celle de Charbonnières dite "Saint-Jean-des-Bonshommes" (de Carbonnariis, GEREG no 147, ) de la Nation de Bourgogne, à Sauvigny-le-Bois (Yonne) dans l'ancien diocèse d'Autun,  Classé MH (1905). Fondé en 1189, il a 13 religieux en 1280, et 5 religieux en 1295. Elle est ouverte au public.[12],[120]
  - Celle de Charnes (ou Charmes, de Charnes, GEREG no 19, ) de la Nation de Bourgogne, à Bannay (Cher) dans le diocèse de Bourges. Maison fondée en 1167 par Étienne Ier de Sancerre sous le prieur Pierre Bernard (1163-1170), elle a 6 religieux en 1295.[12]

## Maisons fondées après 1317
- Collège Mignon (ou Collège Saint-Gilles de Grandmont, Collège de Grandmont, GEREG no 104, ), dans le 6e arrondissement de Paris dans le diocèse de Paris. Il est donné à l'ordre en 1584 en échange du prieuré de Vincennes. L'abbé de Grandmont n'y entretint pas le nombre d'étudiants religieux que le collège devait avoir (7, réduits à 3 en 1637). Le collège est évacué et réuni en 1769 au collège Louis-le-Grand[121].
- Prieuré de Thiers (de Thierno, GEREG no 98, ), à Thiers (Puy-de-Dôme) dans le diocèse de Clermont. Fondé en 1650 dans la région d'origine du fondateur de l'ordre Étienne de Muret par le réformateur Charles Frémon qui y fut enterré. C'est un des seuls 8 prieurés membres de l'Etroite observance, et en est le principal établissement ainsi que le noviciat jusqu'en 1770. Il y avait alors 10 religieux à Thiers.[35],[122]

## Prieurés féminins
- Le Châtenet (à partir de 1576, ancien prieuré d'hommes de la Nation de Provence, de 18 religieux en 1317, voir ci-dessus, GEREG no 137)
- Prieuré Saint-Cloud de la Drouille-Blanche (de Dralhia alba, GEREG no 139, ) de la Nation d'Auvergne, à Bonnac-la-Côte (Haute-Vienne) dans le diocèse de Limoges. Elle était occupée dès 1212 par des femmes, elle aurait accueilli jusqu'à 30 femmes, en 1744 elle a 7 religieuses et avait déjà l'interdiction de recevoir des novices, en 1756 elle ne comptait plus que 5 religieuses et fut réunie au Châtenet. La prieuré de la Drouille-Blanche avait au XIIIe siècle une maison à Limoges (rue Pennevayres) une maison pour laquelle elle payait encore en 1496 une rente à l'abbé de Grandmont (le chapelain de la Drouille en avait une dans la même rue). Plusieurs documents (dont un datant de 1514) donnent le titre d'abbaye au monastère[123],[124],[125].
- Prieuré Saint-Capraise de la Drouille-Noire (de Drulhia nigra, GEREG no 140, ) de la Nation d'Auvergne, à Bonnac-la-Côte (Haute-Vienne) dans le diocèse de Limoges. Situé à quelques centaines de mètres de la Drouille-Blanche, elle tombait en ruine en 1630 et n'avait plus de communauté religieuse (bénédictine). Elle fut unie au Châtenet en 1747.[123],[126],[127]
- Les Pierres-Blanches (ou les Cailloux Blancs, Aubepierre, de Albis Petris, GEREG no 132, ) de la Nation de Saintonge, dans la forêt de Rochechouart (Haute-Vienne) dans le diocèse de Limoges. Cette maison fondée par les seigneurs de Rochechouart existait en 1265 et est désignée dans une charte de 1272 comme grandmontaine[123],[128].

## Autres maisons

### Autres maisons
- Maison de Bussy (GEREG no 67, ), à Bussy-Albieux (Loire) entre 1663 et 1688[129],[130].
- Prieuré des Croix (ou La Croix, Las Croux, de Cruce), près Rilhac-Lastours (Haute-Vienne) dans le diocèse de Limoges. S'il ne figure dans aucun relevé de maisons grandmontaines, plusieurs documents lui donnent le titre de pieuré et il figure sur les Pouillés du diocèse de Limoges des XVIIe et XVIIIe siècles avec pour collateur l'abbé de Grandmont.[18],[131]
- Celle de Champcoutaud de la Nation d'Anjou, près Folles (Haute-Vienne). L'abbaye de Grandmont percevait des redevances de Champcoutaud aux XVIIe et XVIIIe siècles.[18],[132]
- Prieuré Saint-Martin-Sainte-Catherine (Creuse), mentionné dans les archives de l'ordre, notamment en 1660 et 1733. Il aurait également relevé de l'abbaye bénédictine de Saint-Martial de Limoges[18],[133],[134]
- Celle de Tourvoie dit "prieuré des Bons-Hommes de Tourvoie", près de la grande ferme de Montbron à Sourdun (Seine-et-Marne). La celle est mentionnée en 1189 sous la protection du comte de Champagne. Son édification fut interrompue et les grandmontains y avaient construit une chapelle. Cette celle a semblé à Louis Guibert être la même qu'Arvy, mais des auteurs postérieurs identifient Sourdun[18],[135],[136],[134].
- Mas Angelard. Selon l'abbé Lecler, il aurait été donné à Grandmont en 1272.[134]
- Celle Saint-Fiacre de la Grange-du-Bois, à Solutré-Pouilly (Saône-et-Loire). Donnée à Grandmont en 1145, le site est repris par les cisterciens puis uni à Cluny vers 1222. La chapelle est construite postérieurement au départ des grandmontains et n'en reprend pas le style.[137],[138]
- Une maison (sorte de pied-à-terre, appelé hospitium) à Limoges à la fin du XIIe siècle et début du XIIIe siècle[18],[139]
- Chapelle Notre-Dame de Sauvagnac (), à Saint-Léger-la-Montagne (Haute-Vienne). Elle aurait été selon la légende construite sur le lieu d'ermitage d'un compagnon d'Étienne de Muret qui aurait sauvé par la prière la vie d'un chevalier revenant de croisade durant une tempête. Elle est construite en 1147[140],[141],[142].
- Un domaine à Dompierre (près de La Rochelle), ainsi que plusieurs autres lieux, a conservé le nom de Grandmont.[143],[144]

### Maisons plus connues sous un autre nom
- Celle de Aura Ventosa, dans le diocèse de Rodez. Un miracle y aurait eu lieu entre 1140 et 1155, rapporté par le 7e prieur Gérard Ithier. Cette celle pourrait être Comberoumal (voir ci-dessus).[123],[145]
- Celle de Dijon (Divione). Elle a 8 religieux en 1295. Il pourrait s'agit du prieuré de Dixmont.[18],[146]
- Celle d'Hentrua, nommée dans les annales qui pourrait être celle de Terruan.[18],[147]